# Uzovce
Uzovce (in ungherese Úszfalva) è un comune della Slovacchia facente parte del distretto di Sabinov, nella regione di Prešov.